# جاسم البطاشي
جاسم البطاشي ممثل عماني وواحد من جيل الفنانين الشباب. قدم قبل أن يتخرج من المعهد العالي للفنون المسرحية في الكويت. حاصل على بكالوريوس في التمثيل والإخراج، كما شارك في العديد من الأعمال وحصل على عدد من الجوائز في التمثيل والإخراج.

## أعماله

### المسلسلات
- انكسار الصمت 2015
- أرواح 2012
- خيوط العمر 2011
- اليرام 2008
- أوه يا مال 2007
- الكارثة 2006
- الطير والعاصفة 1996
- حارة الأصحاب 2018

### السينما
- الكارثة 2006